# Kedu Zhen (köping i Kina)
Kedu Zhen (kinesiska: 柯渡, 柯渡镇) är en köping i Kina. Den ligger i provinsen Yunnan, i den sydvästra delen av landet, omkring 56 kilometer norr om provinshuvudstaden Kunming. Antalet invånare är 24 054. Befolkningen består av 11 928 kvinnor och 12 126 män. Barn under 15 år utgör 22,0 %, vuxna 15-64 år 64 %, och äldre över 65 år 12,0 %.
Genomsnittlig årsnederbörd är 904 millimeter. Den regnigaste månaden är juni, med i genomsnitt 187 mm nederbörd, och den torraste är januari, med 8 mm nederbörd.